# 美浜シーサイドパワー新港発電所

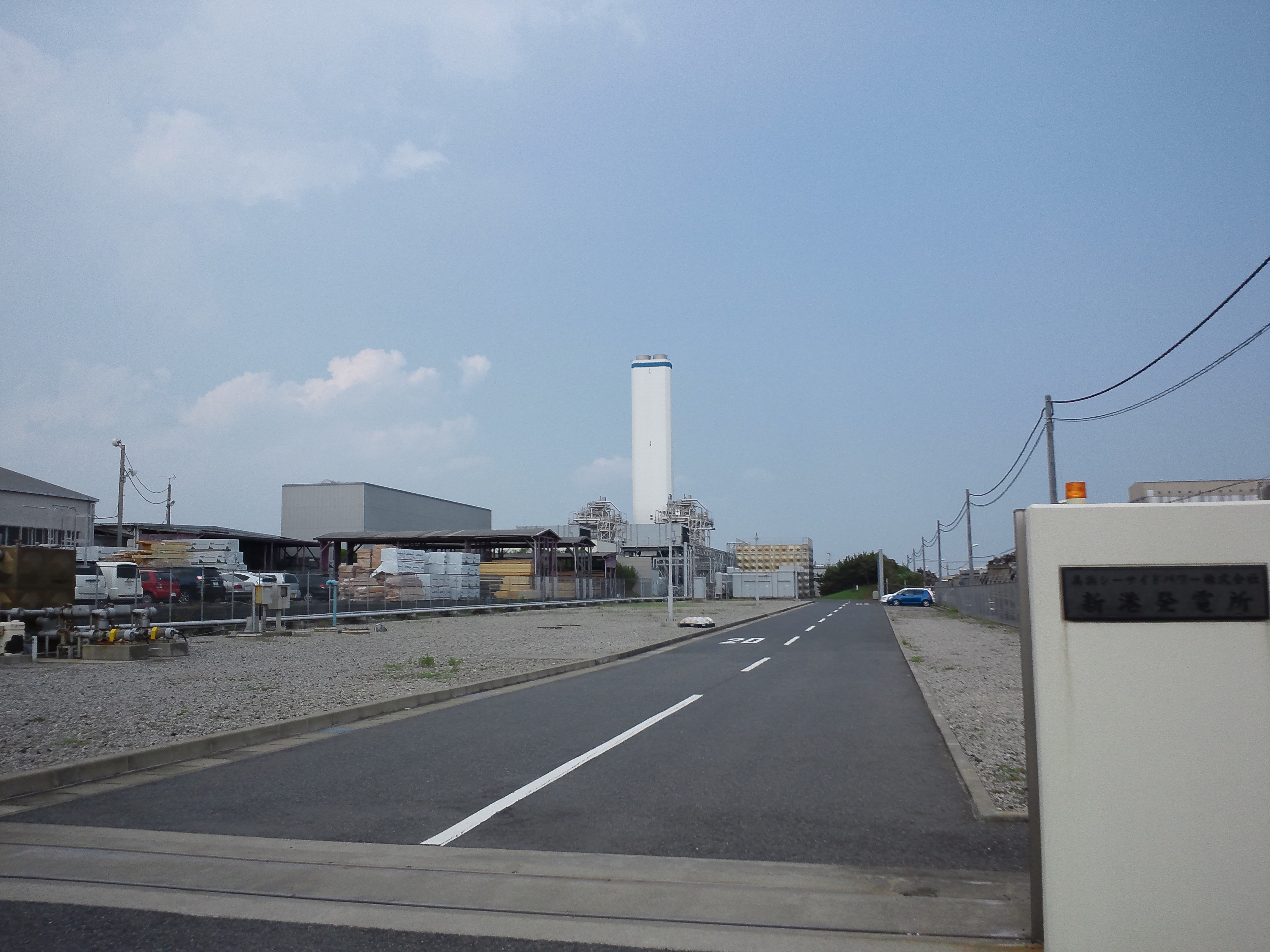
2012年7月26日撮影

美浜シーサイドパワー新港発電所（みはまシーサイドパワーしんみなとはつでんしょ）は、千葉県千葉市美浜区新港にある火力発電所。

## 概要
電源開発とダイヤモンドパワーが共同出資して設立した美浜シーサイドパワー株式会社が経営する発電所である。特定規模電気事業者(PPS)向け電気供給事業として2004年4月に着工し、2005年10月に運転を開始した。

## 発電設備
1号機
発電方式：コンバインドサイクル発電方式
定格出力：10.5万kW
使用燃料：LNG
営業運転開始：2005年10月